# Песчаный Умёт
Песчаный Умёт — село в Саратовском районе Саратовской области России. 1 января 2022 года вошло в состав городского округа Саратова.

## Физико-географическая характеристика
Село расположено в юго-западной части Саратовского района, на автодороге А144 («Саратов—Воронеж»). Расстояние до административного центра села Михайловка — 7 км, до областного центра составляет 21 км. С областным центром Песчаный Умёт связан автодорогой с твёрдым покрытием. Налажено автобусное сообщение.
Часовой пояс
Село Песчаный Умёт, как и вся Саратовская область, находится в часовой зоне МСК+1. Смещение применяемого времени относительно UTC составляет +4:00.
Уличная сеть
В селе Песчаный Умёт одна единственная улица — Саратовская и одна территория садового некоммерческого товарищества — СНТ «Полянка».

## Население
| 2010 |
| ---- |
| 51   |

В селе на 1 января 2018 года проживало 78 человек, насчитывалось 24 домовладения.

## Инфраструктура
Село газифицировано, газоснабжение подведено к 10 домохозяйствам. Зарегистрирован один абонент стационарной телефонной связи. Рядом с селом по автодороге А144 находится автозаправочная станция.

## Фотогалерея

Виды села
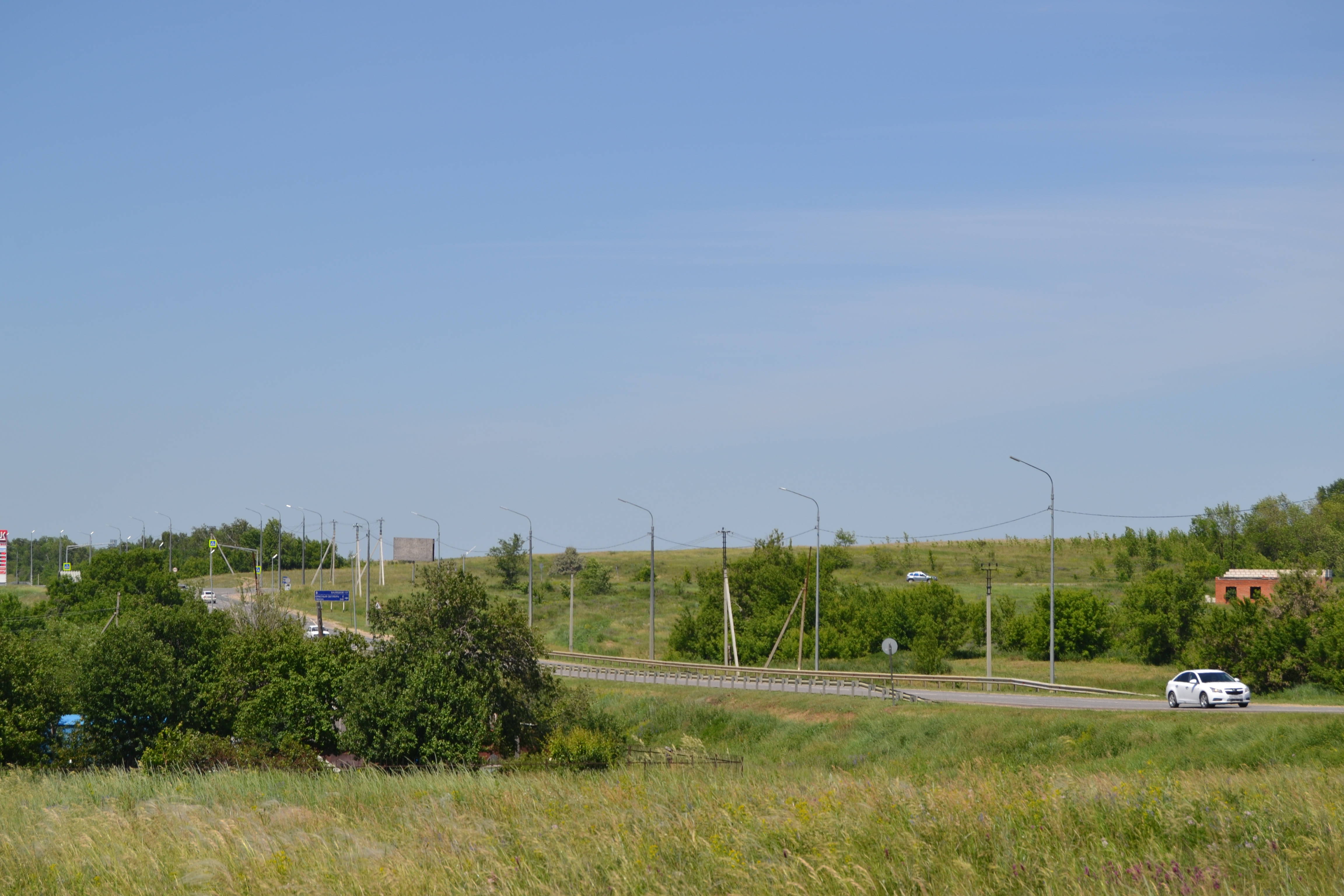
Автодорога через село
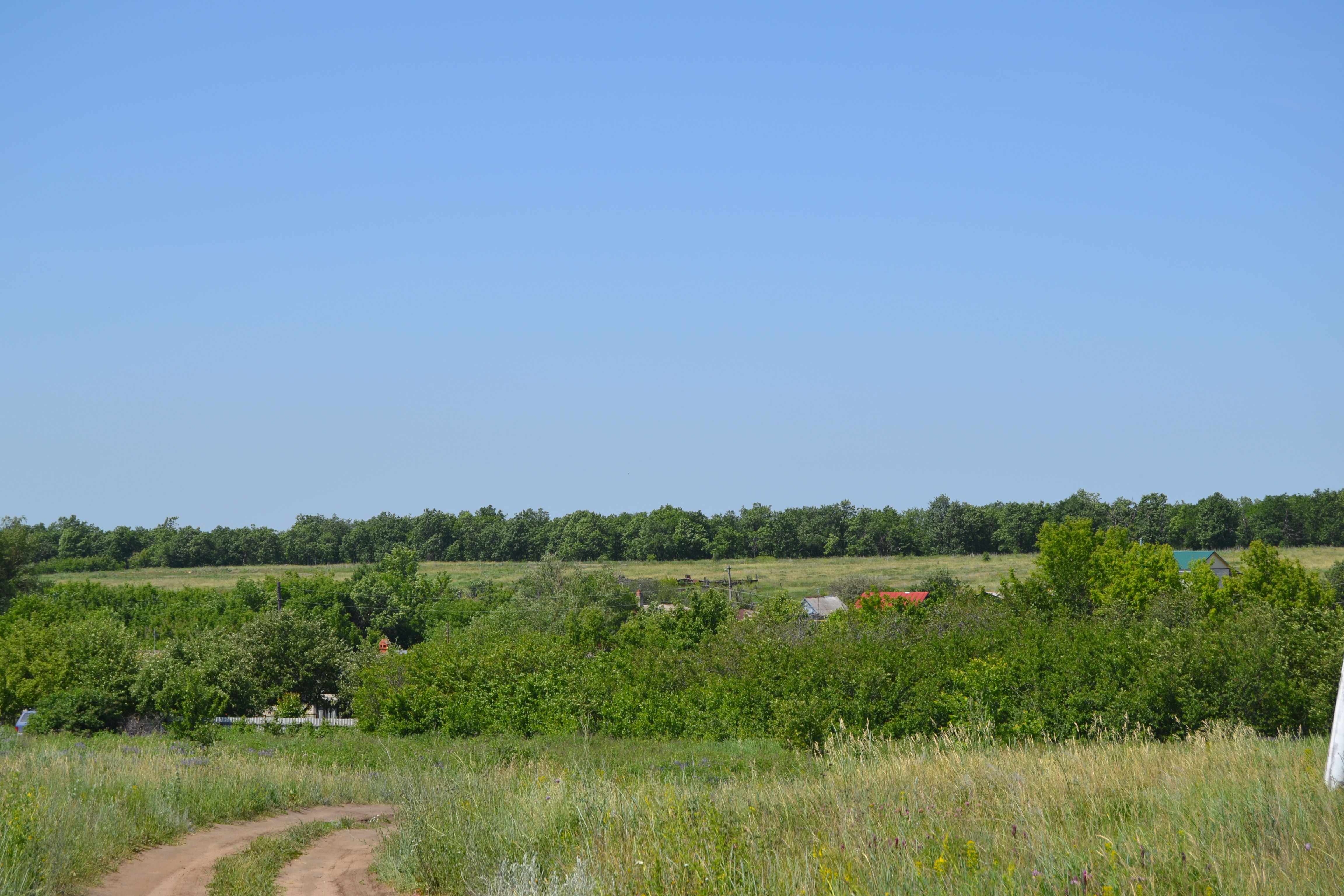
Окраина села
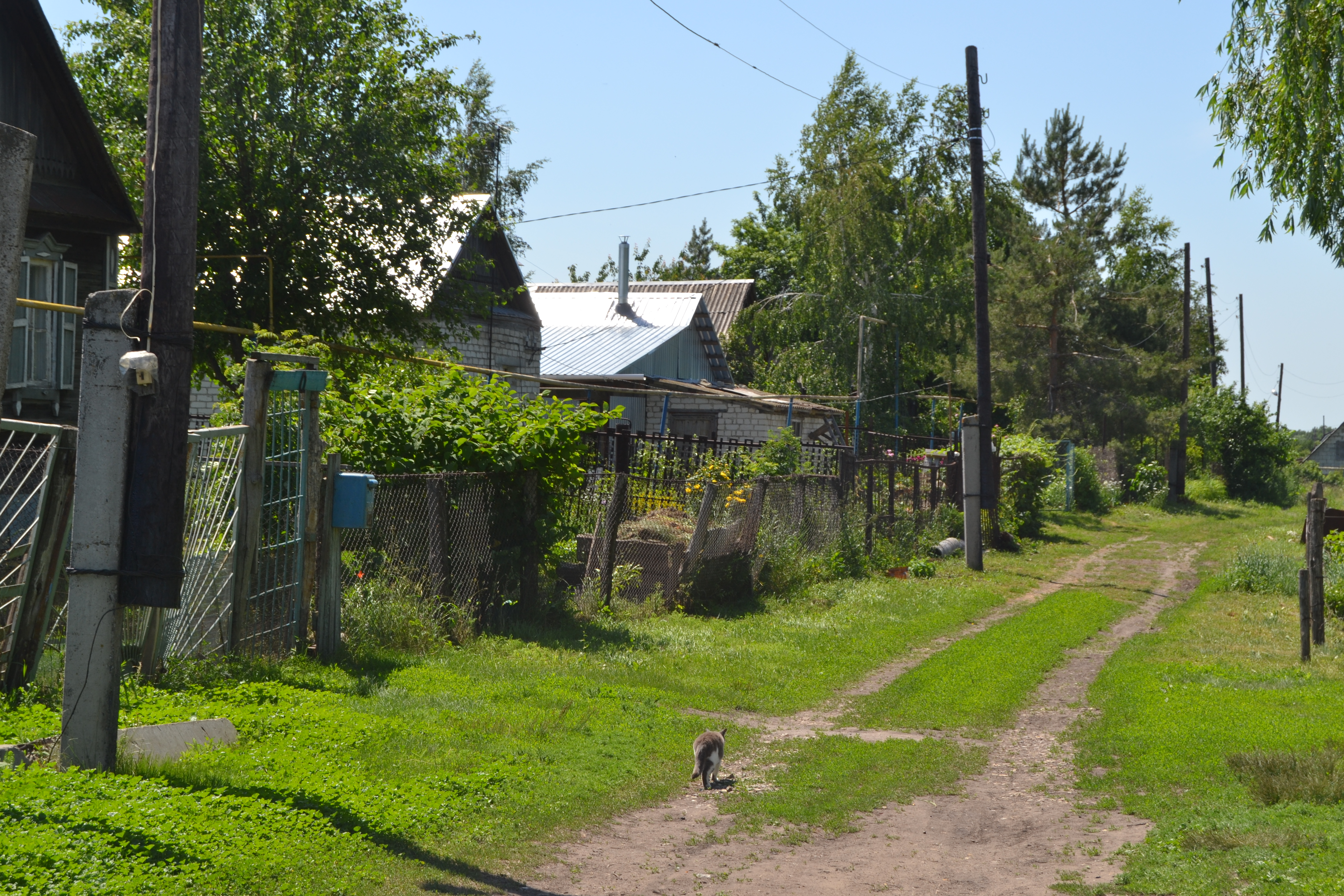
Улица Саратовская